# میرزا نصیر جهرمی
میرزا نصیر جهرمی که به خواجه نصیر ثانی نیز معروف است، پزشک، معمار، دانشمند و شاعر سده ۱۲ بود. او پزشک دربار کریم خان زند بود و طراحی مسجد وکیل شیراز و تعیین جهت قبلهٔ آن از جمله اقدامات اوست. میرزا نصیر دارای اشعاری به فارسی و عربی‌است و افزون بر آن تالیفات بسیاری در پزشکی، حکمت و نجوم دارد.

## زندگی
میرزا نصیر جهرمی در جهرم زاده شد. او در اصفهان به تحصیل علوم پرداخت و سپس به شیراز آمده و به منصب طبابت کریم خان زند رسید. وی مسجد وکیل شیراز را طراحی و جهت قبلهٔ آن را تعیین کرد. میرزا نصیر در سال ۱۱۹۱ قمری (۱۱۵۵ خورشیدی) در شیراز چشم از جهان فروبست و در نجف به خاک سپرده شد. فرصت‌الدوله شیرازی از نوادگان اوست.

## آثار
میرزا نصیر تالیفات فراوانی داشت که مهم‌ترین آن‌ها به شرح زیرند:
- اساس الصحه (پزشکی)
- جام گیتی‌نما (حکمت)
- حل التقویم (نجوم)
- مشکلات قانون ابن‌سینا (پزشکی)
- مرآت الحقیقه (حکمت)
- شفا الاسقام (پزشکی)
- مثنوی بهاریه یا پیر و جوان (شعر)

## میراث
نخستین دبیرستان جهرم و یکی از معروف‌ترین دبیرستان‌های شهر خواجه نصیر نامیده شده‌است. بزرگترین کتابخانه عمومی این شهر نیز که در سال ۱۳۵۰ بنیانگذاری شد، میرزا نصیر نام دارد.